# Brigandine
Brigandine é um jogo criado e desenvolvido pela Hearty Robin e lançado em 1998 para o console PlayStation, cuja versão americana foi lançada, no mesmo ano, com o nome Brigandine: The Legend of Forsena, pela Atlus. Em 2000, a empresa lançou um remake do jogo chamado Brigandine: Grand Edition, apenas na versão japonesa, que incluía novos personagens, além de outras novas funcionalidades. No jogo, o jogador escolhe uma dentre as 6 nações (uma precisa de código para ser desbloqueada) do continente fictício de Forsena e tem por objetivo conquistar as outras nações. As nações se delimitam pelos territórios de seus castelos e o combate se dá por meio de cavaleiros que controlam as criaturas mágicas do continente, as quais são obtidas por meio de Manas, com o claro objetivo de conquistar as outras nações e trazer paz ao continente por meio da aniquilação do oponente. Embora seja essencialmente um jogo de estratégia por turnos (12 turnos por rodada), o jogo inclui algumas características de táticas RPG.

## Enredo
Ano 214, Mês 2, segundo o Sagrado Calendário Real. O continente de Forsena se encontra em relativa paz após o embate já consumado entre Norgard e Almekia, que fez de Almekia a potência continental e o ponto de equilíbrio entre os outros países.
Uma potência militar como Almekia só pode transmitir paz caso estiver em sua liderança pessoas dispostas a preservar o significado desta palavra. Infelizmente, existiu um golpe de estado orquestrado por um de seus generais, Zemeckis, e o seu braço-direito, Death Knight Cador. Zemeckis foi instigado por Cador a acreditar que estavam lhe acusando falsamente de traição, situação que o leva a se rebelar contra o rei de Almekia, Heinguist, junto de outros knights. Cador assassinou o rei de Almekia, rei Henguist, e Zemeckis derrubou todos aqueles que eram contrários ao seu novo ideal de nação. Para tanto, deveria perseguir toda a Família Real, bem como seus asseclas. Neste ínterim, o príncipe do país que estava sendo derrubado, Lance, é abordado por seu tutor, Gereint, e é aconselhado a fugir, junto de seus aliados restantes, para Padstow, um país aliado de Almekia, para receber asilo político e se manter longe da ousadia de seu antigo aliado e agora inimigo, Zemeckis, para poder organizar um contra-ataque. Entretanto, quando príncipe Lance estava prestes a sair de Almekia, eis que Zemeckis aparece e tenta assassiná-lo para que seu caminho fique totalmente livre. Gereint tenta, infortunadamente, salvar Lance. Após um breve diálogo ameaçador e terrível, Zemeckis declara a morte do único herdeiro direto ao trono que ele agora almeja para si, mas, então, aparece Halley, uma Knight independente, e o salva. Zemeckis se sente intimidado e resolve se retirar.
Zemeckis retorna para Logres, capital de Almekia, e institui um novo país, agora denominado império: Esgares Empire; concomitantemente, se autopromove imperador e assegura que todas as nações de Forsena deverão se subjugar ao novo império ou serão aniquiladas. Naturalmente, as outras nações não se subjugaram, o que deu início à guerra continental, em cuja situação o jogador deve se desdobrar para obter o controle total do continente e não aceitar mais a convivência multicultural de outrora.

### Fatos históricos anteriores ao jogo
Houve uma guerra entre Almekia e Norgard. Devido às pretensões imperialistas de Norgard e de seus mais fortes líderes, Almekia interveio. O resultado desta guerra de proporções gigantescas foi que Almekia acabou se tornando a vencedora e Norgard teve que ceder seu castelo Jukes para consolidar o tratado de paz entre as duas nações, além de Vaynard, seu governante, ter que ceder sua irmã lector Esmeree para ser esposa de Zemeckis, o general mais poderoso de Almekia. Com isso, o sentimento de revanche da parte de Norgard aumentou como jamais visto.

## Gameplay
Em Brigandine, o jogador controla uma das seis nações jogáveis (uma delas acessível apenas com código de desbloqueio). Cada nação possui um número de tropas e castelos. Cada tropa é composta por um líder, intitulado knight, e criaturas mágicas, como dragões, djinns, centauros, fadas etc, que são chamados de monstros. O objetivo do jogador é conquistar todo o continente, atacando os castelos inimigos com as tropas da nação controlada (ou tropas de nações aliadas). Da mesma forma, as tropas também são usadas para proteger os castelos da nação controlada dos ataques de tropas inimigas. Brigandine possui dois modos de jogo, baseados em turnos: um modo de preparação, em que oportuniza às nações se prepararem para a batalha, e de um modo de batalha, na qual acontece efetivamente as batalhas, sendo que as mesmas são divididas em 12 turnos e a vez de cada jogador é classificada a depender do nível do respectivo knight.
Os knights e monstros têm estatísticas típicas de jogos de RPG, como pontos de experiência, pontos de vida, ataque, defesa, pontos de magia, pontos rúnicos. Os cavaleiros também têm classes de personagens e podem alternar entre as classes se forem cumpridas algumas condições. Monstros não têm classes, mas podem atingir níveis mais altos e dar um up para formas mais poderosas, chamados de promoções, a partir do momento que atingem um nível mínimo ou usam alguns itens especiais (o uso de itens pelos monstros é possível apenas no remake Brigandine: Grand Edition). O número de monstros que podem juntar-se a uma tropa é limitado pelo números de pontos rúnicos do respectivo knight, limitando-se os monstros em 6 para cada knight. Cada nação inteira tem um líder, intitulado de chefe de estado (ruler), que é um knight com uma classe única, mas com as demais características próprias dos demais knights.

### Modo de Preparação
Este modo é representado por um mês, em que cada jogador prepara suas tropas para o próximo modo. O jogador pode observar a preparação dos oponentes e as estatísticas de todas as outras nações, embora apenas os castelos da nação escolhida pelo jogador podem ser administrados. Cada mês tem uma fase para administrar o reino e uma fase para promover ataques e se defender.
Na fase de administração, o jogador pode re-alocar tropas entre castelos, re-alocar monstros entre as tropas, invocar monstros novos por meio do uso de Mana, equipar e usar itens, upar os knights e os monstros que atingirem os requisitos mínimos para tal. O jogador também pode enviar cavaleiros de runas em missões (quests), que são viagens promovidas com o objetivo de recrutar novos knights e amealhar equipamentos, poções mágicas, experiência e monstros. Geralmente, os knights se ferem nessas missões e acabam ficando um mês ou mais em recuperação na capital de seu país.
Para invocar novos monstros, deve-se utilizar Mana. Cada nação recebe Mana no início do jogo e depois mês a mês. A quantidade de Mana depende do número dos castelos pertencentes à nação. Monstros também têm custos de manutenção, demonstrados pelo consumo de Mana em cada turno. Devido a isso, há a opção de deletar monstros a fim de equilibrar as contas do país. Caso o custo de manutenção ultrapasse o limite formado pela renda obtida com os castelos sob seu domínio, os monstros perdem força de ataque e de defesa e são facilmente destruídos pelos oponentes. Knights não demandam Mana para manutenção.
As missões dos knights não se confundem com os modos do jogo, uma vez serem previamente designados pela própria máquina. Ao jogador apenas cabe acompanhar o que houve na missão, que pode durar mais de um mês, e ler o relatório de viagem; os knights ficam indisponíveis para uso em ataques e defesas enquanto em missão. Durante essa ausência, o personagem fica envolvido em eventos (principalmente aleatórios e não manipuláveis pelo jogador), que podem beneficiar ou dificultar o jogador. Os chefes de estado (rulers) não podem participar de missões.
Na fase de ataque, cada nação pode enviar suas tropas para atacar castelos inimigos fronteiriços. Não se pode atacar um castelo que não faça fronteira. No caso de um castelo ser atacado, uma batalha ocorre entre as duas nações, a qual se divide em 12 turnos e a ordem de ataque dentro da batalha é determinada pelo nível dos knights envolvidos. Cada exército pode ter, no máximo, três knights participantes de cada lado, o que não impede que um número menor pode ser utilizado. Caso um mesmo castelo seja atacado por duas nações diferentes, o que determina o desempate de ataque, ou seja, qual ataque prevalece em primeiro lugar, é o nível rúnico dos knights que compõem o exército de ataque. Quando as batalhas são marcadas para ocorrer, o jogo muda para o modo de batalha após a fase de administração.

### Modo de batalha
Este modo é eminentemente de batalha e é mostrada uma batalha por vez, por meio de relatórios (quando os ataques são promovidos por outras nações contra outras nações) e dentro da batalha quando se é o jogador (também há a possibilidade de configurar o jogo para se assistir a cada batalha promovida no continente, dentro da qual o jogador participa apenas como telespectador). As batalhas ocorrem em grades hexagonais e cada unidade (knight ou monstro) ocupa um hexágono. Cada unidade pode atuar uma única vez por cada turno, mas há exceções, quando, por exemplo, se usa a magia "react", o que dá a chance de um ataque duplo para o knight ou monstro com ela agraciado. As unidades pertencentes a um mesmo knight agem em sequência. A ação de uma unidade geralmente consiste em um movimento seguido de um ataque físico ou de um ataque mágico e/ou especial.
Cada lado pode utilizar até 3 tropas para uma única batalha, independentemente do número de tropas que estejam atacando ou defendendo o castelo, cada uma encabeçada por um knight. Uma vez começada a batalha, a equipe atacante tem 12 turnos para obter a vitória (em Brigandine: Grand Edition há 13 turnos), derrotando todas as tropas do lado oposto. Uma tropa é derrotada quando o seu líder (knight) tem o nível de vida reduzido a zero ou quando ele se retira, situações em que todos os monstros que o acompanham se retiram automaticamente. Na hipótese de zerar os pontos de vida do líder, há a possibilidade de capturar um ou mais de seus monstros (no remake Brigandine: Grand Edition, além da possibilidade referida, pode-se capturar equipamentos). Nessa situação, o líder fica com o status ferido e é deslocado para a capital de seu país, onde permanece por um mês para recuperar seus ferimentos. Se o governante (ruler) de uma nação tem seus pontos de vida reduzidos a zero, todas as suas tropas são automaticamente retiradas da batalha e a vitória do oponente é instantânea. Se o exército atacante não obtém a vitória dentro do número de rodadas determinado, suas tropas se retiram à força do castelo sob ataque e a derrota é declarada.
Na batalha, cada knight tem uma área azul que o circunda chamada "área rúnica". Fora desta área, os monstros que lhe pertencem se enfraquecem. Quando um knight tem sua vida reduzida a zero, os monstros que pertencem à sua tropa tanto podem recuar ou serem capturados pelo lado oposto, como dito. Um monstro que fica fora da área rúnica de seu líder tem uma chance maior de ser capturado.
Monstros que têm sua vida reduzida a zero ponto morrem e desaparecem para sempre (a não ser que se use na batalha uma bruxaria que revive o monstro morto e o torna disponível apenas naquela batalha). Em relação aos knights, quando seus pontos de vida se reduzem a zero, os mesmos ficam indisponíveis por um mês. Knights, monstros e magias/bruxarias frequentemente estão ligadas a um elemental da natureza: vermelho (fogo), azul (água), verde (mata) e a dualidade branco e preto. Ataques físicos e feitiços de unidades associadas a um determinado elemental são mais eficazes contra unidades associadas com o elemento oposto (vermelho opõe ao azul, branco se opõe ao preto etc.). Da mesma forma, os ataques físicos e mágicos são menos eficazes contra oponentes que têm associação com elementais afins (azul com azul, verde com verde etc.). Também o elemental associado a uma unidade contribui para a melhora ou a piora de suas capacidades físicas, a depender do hexágono em que se encontre.

## Nações disponíveis (ordem alfabética)
- Caerleon

Caerleon é um pequeno país localizado ao sul de New Almekia e a oeste de Iscalio. Cercado praticamente por todos os lados por um oceano, é uma terra que possui poderes misteriosos e é governado por um rei sábio chamado Cai, o proclamado feiticeiro mais poderoso e misterioso de Forsena. No início do jogo, Caerleon se dirige até New Almekia, antiga Padstow, para promover uma aliança entre as duas nações, com Príncipe Lance. Com isso, ambas mantêm um pacto de não-agressão, o que contribui para a defesa mútua, já que são as nações mais fracas a oeste de Forsena em termos de exércitos e ao mesmo tempo fronteiriças de nações muito mais evoluídas (Norgard e Esgares Empire). Cai é conhecido como "O Rei Sábio Silencioso" e almeja entrar na guerra apenas para reverter frutos para o bem de seu povo.
Possui 5 castelos: Linnuis (capital), Hervery, Kail, Squest e Baynock.
Começa com os seguintes monstros já evoluídos: Triton, Coault e High Centaur.
- Esgares Empire

Esgares Empire foi criado por Zemeckis após rebelião promovida pelo mesmo e por seu braço-direito, Death Knight Cador. Zemeckis não tem a ambição de poder, mas rege seus atos pelo princípio de que a guerra é a única maneira de viver. Esgares se localiza no centro de Forsena, e antigamente se chamava Almekia e era governada pelo Rei Hengüist, constituindo fronteira com New Almekia, a leste, Norgard, ao norte, Iscalio e Caerleon, ao sul. Não possui fronteiras diretas com Leonia, a leste, simplesmente porque há uma cadeia de montanhas que dividem naturalmente os dois países.
A nomenclatura Esgares está relacionado com antigos ensinamentos de Forsena, nos quais Zemeckis se inspirou para renomear o reino Almekia.
Possui 11 castelos: Logres (capital), Lidney, Cadbury, Dilworth, Toria, Fato, Orkney, Eorsia, Oltroute, Salisbury e Karnabone.
Começa com os seguintes monstros já evoluídos: Vampire Lord, Tiamat e Fenrir.
Em Brigandine: The Legend of Forsena, este reino está bloqueado. Para que o jogador o desbloqueie, deve-se na tela de escolha dos governantes (rulers) pressionar, ao mesmo tempo, Start, L2 e R1 e aguardar o jogo selecionar o país. Quando em jogo, a história se desenrola sem enredos e cenas são cortadas. Já em Brigandine: Grand Edition, a nação é desbloqueada e toda a história é mostrada sem nenhum corte.
- Iscalio

Iscalio é um belo país com natureza em abundância e é governado pelo tirano Dryst e é intitulado "O Monarca Louco", por causa de sua total insanidade mental. É também um país caótico, que se rege por festas palacianas diárias e insanas e que acaba não tendo credibilidade com os demais países. Dryst planeja conquistar toda Forsena apenas para se divertir. Faz fronteira com Caerleon a oeste, Esgares Empire ao norte e Leonia a nordeste.
Possui 6 castelos: Caelsent (capital), Xanas, Asten, Broceliande, Lothian e Letishnote.
Começa com os seguintes monstros já evoluídos: Bahamut e Gigas.
- Leonia

Leonia é um país muito religioso e tem por defesa principal as barreiras naturais que o cerca. Também é uma exceção em Forsena, já que é o único país governado por uma mulher, a rainha Lyonesse. Lyonesse era uma menina pobre e que chegou ao ápice do poder por ter sido nomeada por uma profecia e decide entrar na guerra apenas para se proteger, uma vez que não tem nenhuma ambição de conquistar a tudo e a todos. Faz fronteira ao sul com Iscalio, ao norte com Norgard e oeste com Esgares Empire, porém estão separados naturalmente por uma cadeia de montanhas.
Possui 6 castelos: Tallas (capital), Damas, Hadrian, Whislind, Kelilauns e Glume.
Começa com os seguintes monstros já evoluídos: Phoenix, Pegasus e Holy Griffon.
- New Almekia

Anteriormente, era chamado Padstow, mas obteve essa mudança institucional repentina por causa do exílio político concedido ao príncipe Lance, herdeiro de Almekia, pelo rei Coel, o qual se abdicou. Isso ocorreu devido à fuga de Lance de seu país para fugir do golpe de estado liderado pelo seu até então general Zemeckis. Lance se tornou rei do país rebatizado, porque Coel achou melhor que se Lance estivesse à frente de uma nação disposto a derrubar seus inimigos, ele ganharia mais notoriedade e seriedade, já que ainda era novo e pouco conhecido em Forsena. Lance deseja lutar para vingar a morte de seu pai e retomar tudo o que lhe foi tirado. No jogo, Lance inicia na classe Príncipe e só evolui para a classe Rei após a destruição total de Esgares e o domínio sob Logres, a antiga capital de Almekia. New Almekia faz fronteira com Caerleon ao sul, Esgares Empire a leste e Norgard ao norte.
Possui 5 castelos: Calmary (capital), Camelford, Phazard, Baydon Hill e Gorule.
Começa com os seguintes monstros já evoluídos: Salamander, Stone Golem e Nightmare.
- Norgard

Norgard é conhecida como a terra dos tigres e lobos. O país deve ter um governante sempre do sexo masculino, mesmo que o herdeiro natural seja do sexo feminino, no caso a arqueira Brangein. Governado por Lord Vaynard, que não é o sucessor genuíno ao trono, a nação nutre revanche contra New Almekia e Esgares Empire, devido aos seus conflitos passados. Em relação à Leonia, Lord Vaynard despreza totalmente o comando da nação, eis que é governado por uma mulher. Agora, com a confusão continental patrocinada por Zemeckis, Norgard encontra o momento único para destruir seus inimigos e tentar conquistar todo o continente, renovando a glória de seu país. Vaynard é reconhecidamente um estrategista brilhante e é intitulado "O Lobo Branco", em virtude de sua bravura e perspicácia. O país faz fronteira com Esgares Empire, Leonia e New Almekia e se situa ao extremo norte de Forsena e em determinadas épocas do ano se cobre de gelo, fazendo com que possua vantagem contra invasores.
Possui 7 castelos: Flogeru (capital), Senadon, Kardiff, Alliryme, Listinoise, Humber e Jukes (este que foi cedido à Almekia para selar o tratado de paz e oportunamente reocupado quando da rebelião promovida por Zemeckis)
Começa com os seguintes monstros avançados: 2 White Dragons e Efreet.

## Brigandine: Grand Edition
O remake do jogo, lançado em 2000, apenas no idioma japonês, teve muitas mudanças significativas, incluindo:
- Modo de jogo multiplayer: permitindo até 6 jogadores, cada um controlando uma nação;
- Esgares Empire se tornou uma nação totalmente jogável, e o enredo ganhou cenas cortadas;
- Houve alterações na jogabilidade do modo de batalha:
  - Como na série Fire Emblem, os elementais associados aos knights e monstros basearam-se na lógica do jogo Pedra, Papel, Tesoura: o elemental vermelho é eficaz contra o verde, verde é eficaz contra azul, e azul é eficaz contra vermelho. Branco e preto se opõem uns aos outros;
  - Se, após 13 turnos de batalha, o lado atacante tem uma unidade (seja knight ou monstro) sobre o castelo do lado da defesa, o atacante agora é declarado vencedor da batalha.
- É possível equipar monstros;
- Quando o continente é conquistado, o jogador é redirecionado para duas batalhas finais, uma contra Bulnoil e outra contra Ouroboros, numa localidade até então desconhecida e que é acessível apenas a partir dos castelos Baydon Hill (New Almekia) e Squest (Caerleon);
- A adição de 1 castelo no país Norgard, chamado Solstheim, que se localiza entre os castelos Alliryme e Kardiff;
- A abertura original 3D presente em Brigandine: The Legend of Forsena foi substituída por uma abertura feita em anime;
- As histórias principais dos personagens e os fatos mais importantes do jogo são mostrados em cenas de anime, com a respectiva legenda na versão não oficial em inglês;
- As animações de batalha 3D mostradas em Brigandine: The Legend of Forsena foram substituídos por animações 2D, mais simples e rápidas;
- Radical alteração nas trilhas sonoras;
- Novos knights, classes de personagens, itens e monstros.
- A dublagem é feita por dubladores japoneses, incluindo as vozes de Soichiro Hoshi, Mitsuaki Madono e Yuri Shiratori, para citar alguns.

No ano de 2015, após a reunião dos fãs da série Brigandine, foi lançada a tradução não oficial do jogo para o idioma inglês, com a dublagem dos personagens e das legendas.

## Lista de Guerreiros/Profissão

### Caerleon
- Cai - Warlock
- Dinadan - Paladin/Knight Master (Apenas no Grand Edition)
- Merriot - Scout
- BeauArte - Bishop
- Janfadar - Druid
- Cierra - Sorceress
- Shast - Grappler
- Bilcock - Priest

### Esgares Empire
- Zemeckis - Emperor
- Esmeree - Lector
- Cador - Death Knight
- Gish - Wizard
- Esclados - Shogun
- Soleil - Bishop
- Mira - Lancer
- Millet - Sorceress
- Ranguinus - Sorcerer
- Shiraha - Ninja
- Paradoll - Bishop
- Roecod - Cavalier
- Fiel - Cavalier
- Ivan - Druid
- MelTorefas - Fighter
- Eniede - Archer
- Castor - Fighter
- Irvin - Mage

### Iscalio
- Dryst - Tyrant/Super Tyrant
- Iria - Valkyrie
- Camden - Druid
- Ulster - Bishop
- Hula - Cleric
- Daffy - Samurai
- Bagdemagus - Berserker
- Gallo - Ranger
- Victoria - Sorceress
- Miguel - Cavalier
- Lucia - Scout
- Teath - Fighter

### Leonia
- Lyonesse - Queen
- Kiloph - Barbarian
- Paternus - Cardinal
- Asmit - Bishop
- Isfas - Monk
- Charlene - Lancer
- Filo - Cleric
- Sophia - Cleric
- Chantail - Mage
- Raizen - Monk
- Langueborg - Cavalier

### New Almekia
- Lance - Prince/King
- Gereint - Samurai
- Coel - Bishop
- Meleagant - Avenger
- Carlota - Enchantress
- Loufal - Fighter
- Adilicia - Lancer
- Batercus - Grappler
- Brusom - Samurai
- Gilsus - Sorcerer
- Aphelia - Cleric
- Liguel - Scout

### Norgard
- Vaynard - Lord
- Guinglain - Cavalier
- Brangein - Archer
- Yvain - Cavalier
- Palomides - Berserker
- Roadbull - Bishop
- Kirkmond - Sorcerer
- Zerafin - Mage
- Dillard - Grappler
- Faticia - Lancer
- Noie - Cleric
- Elaine - Enchantress
- Ector - Fighter

### Quest/Especial
- Halley - Valkyrie
- Luintail - Berserker
- Morholt - Druid
- Schutleis - Cavalier
- Milia - Enchantress
- Eloute - Fighter
- Gush - Monk
- Lecarra - Mystic
- Cortina - Enchantress
- Hyude - Ranger
- Dogal - Barbarian
- Cathleen - Lector
- Klauques - Priest
- Layoneil - Samurai
- Balder - Sorcerer
- Aldis - Lector
- Rain - Mage
- Limlight - Mage
- Carmine - Bishop
- Almina - Mystic
- Auron - Samurai
- Belgar - Berserker
- Helrato - Avenger
- Helirotiono- Cardinal/Wizard

## Lista de Monstros/Evoluções
- Angel > Arch Angel (nível 10) > Seraph (nível 20) > Lúcifer (Para obter use a poção "Fruit of Voice")
- Centaur > High Centaur (nível 10)
- Dragon > Red Dragon/White Dragon (nível 10) > Salamander (Red Dragon nível 20)/ Fafnir (White Dragon nível 20)
- Demon > Arch Demon (nível 10) > Devil (nível 20) > Lilith (Para obter use a poção "Liquor of Charm")
- Clay golem > Stone Golem (nível 10) > Bronze Golem (nível 20) > Talos (nível 30)
- Ghoul > Vampire (nível 10) > Vampire Lord (nível 20)
- G-Scorpion > Death Needdle (nível 10)
- Giant > Gigas/Titan (nível 10) > Thor/Loki (Para obter Thor use a poção "Rage Lightning" no Titan; para obter Loki, use a poção "Widsom Seed" no Gigas)
- Gryph > Holy Gryph (nível 10)
- Hydra > Tiamat (nível 10)
- Hell Hound > Fenrir (nível 10)
- Jinn > Efreet/Djinni/Dao/Marid (nível 10)
- Lizard Man > Lizard Guard (nível 10)
- Merman > Triton (nível 10) > Poseidon (nível 20)
- Mandrake > Man-Eater (nível 10)
- Pixie > Fairy (nível 10)
- Roc > Phoenix (nível 10)
- Unicorn > Pegasus/Nightmare (nível 10)
- Wyvern > Coaltl (nível 10) > Bahamut (nível 20)

## Ligações Externas
Forsena.org